# Campeonato de Primera División 1952 (Argentina)
El Campeonato de Primera División 1952 «Eva Perón» fue la vigésima segunda temporada y el vigésimo cuarto torneo de la era profesional de la Primera División de Argentina, y el único organizado por la Asociación del Fútbol Argentino en ese año. Se desarrolló entre el 6 de abril y el 29 de noviembre, en dos ruedas de todos contra todos. 
El campeón fue el Club Atlético River Plate que se consagró en la última fecha, venciendo al Club Atlético Newell's Old Boys por 1 a 0 con gol de Eliseo Prado, aunque el partido se suspendió a los 61' y se dio por terminado con ese resultado. 
El Club Atlético Atlanta descendió a la Primera División B al ocupar la última posición.

## Ascensos y descensos
| Pos | Equipo ascendido |
| --- | ---------------- |
| 1º  | Rosario Central  |

| Pos | Equipos descendidos en la temporada 1951 |
| --- | ---------------------------------------- |
| 16º | Quilmes                                  |
| 17º | Gimnasia y Esgrima (LP)                  |

De esta forma, los participantes disminuyeron a 16.

## Equipos
| Equipo             | Ciudad       |
| ------------------ | ------------ |
| Atlanta            | Buenos Aires |
| Banfield           | Banfield     |
| Boca Juniors       | Buenos Aires |
| Chacarita Juniors  | Villa Maipú  |
| Estudiantes        | La Plata     |
| Ferro Carril Oeste | Buenos Aires |
| Huracán            | Buenos Aires |
| Independiente      | Avellaneda   |
| Lanús              | Lanús        |
| Newell's Old Boys  | Rosario      |
| Platense           | Buenos Aires |
| Racing Club        | Avellaneda   |
| River Plate        | Buenos Aires |
| Rosario Central    | Rosario      |
| San Lorenzo        | Buenos Aires |
| Vélez Sarsfield    | Buenos Aires |

### Distribución geográfica de los equipos
| Región                 | Cant. | Equipos                                                                                                  |
| ---------------------- | ----- | --- |
| Ciudad de Buenos Aires | 8     | Atlanta, Boca Juniors, Ferro Carril Oeste, Huracán, Platense, River Plate, San Lorenzo y Vélez Sarsfield |
| Conurbano bonaerense   | 5     | Banfield, Chacarita Juniors, Independiente, Lanús y Racing Club                                          |
| Ciudad de Rosario      | 2     | Newell's Old Boys y Rosario Central                                                                      |
| Ciudad de La Plata     | 1     | Estudiantes                                                                                              |

## Tabla de posiciones final
| Pos. | Equipo             | Pts. | PJ | PG | PE | PP | GF | GC | Dif. |
| ---- | ------------------ | ---- | -- | -- | -- | -- | -- | -- | ---- |
| 1.º  | River Plate        | 40   | 30 | 17 | 6  | 7  | 65 | 48 | 17   |
| 2.º  | Racing Club        | 39   | 30 | 13 | 13 | 4  | 50 | 33 | 17   |
| 3.º  | Independiente      | 35   | 30 | 13 | 9  | 8  | 72 | 58 | 14   |
| 4.º  | Huracán            | 35   | 30 | 14 | 7  | 9  | 59 | 49 | 10   |
| 5.º  | Banfield           | 33   | 30 | 13 | 7  | 10 | 54 | 44 | 10   |
| 6.º  | Vélez Sarsfield    | 32   | 30 | 10 | 12 | 8  | 54 | 44 | 10   |
| 7.º  | Lanús              | 32   | 30 | 12 | 8  | 10 | 54 | 50 | 4    |
| 8.º  | San Lorenzo        | 32   | 30 | 13 | 6  | 11 | 45 | 47 | −2   |
| 9.º  | Platense           | 31   | 30 | 12 | 7  | 11 | 67 | 61 | 6    |
| 10.º | Boca Juniors       | 30   | 30 | 11 | 8  | 11 | 50 | 39 | 11   |
| 11.º | Chacarita Juniors  | 29   | 30 | 12 | 5  | 13 | 48 | 48 | 0    |
| 12.º | Estudiantes (LP)   | 28   | 30 | 10 | 8  | 12 | 58 | 54 | 4    |
| 13.º | Rosario Central    | 27   | 30 | 10 | 7  | 13 | 48 | 62 | −14  |
| 14.º | Ferro Carril Oeste | 24   | 30 | 9  | 6  | 15 | 38 | 57 | −19  |
| 15.º | Newell's Old Boys  | 23   | 30 | 6  | 11 | 13 | 34 | 55 | −21  |
| 16.º | Atlanta            | 10   | 30 | 2  | 6  | 22 | 52 | 99 | −47  |

|  | Campeón.                        |
|  | Relegado a la Segunda División. |

## Descensos y ascensos
Atlanta descendió a Primera B, siendo reemplazado por Gimnasia y Esgrima (LP) para el Campeonato de Primera División 1953.

## Goleadores
| Jugador              | Jugador           | Goles | Equipo        |
| -------------------- | ----------------- | ----- | ------------- |
| Bandera de Argentina | Eduardo Ricagni   | 28    | Huracán       |
| Bandera de Argentina | Oscar Coll        | 20    | Platense      |
| Bandera de Argentina | Juan Benavídez    | 17    | San Lorenzo   |
| Bandera de Argentina | Santiago Vernazza | 17    | River Plate   |
| Bandera de Argentina | Carlos Lacasia    | 16    | Independiente |